# Thuja plicata
Thuja plicata, thường được gọi là Tuyết tùng đỏ phương Tây, Tuyết tùng đỏ Thái Bình Dương, Tuyết tùng đỏ khổng lồ, hay đơn giản chỉ là tuyết tùng khổng lồ, là một loài thuộc chi Thuja, lá kim xanh quanh năm thuộc họ Cupressaceae có nguồn gốc phía tây Bắc Mỹ. Mặc dù tên gọi là tùng, nhưng loài này không thuộc về chi tùng Cedrus. Loài là cây biểu tượng của British Columbia, và có công dụng rộng rãi ở khắp vùng Tây Bắc Thái Bình Dương.
Thuja plicata là cây rất lớn, cao từ 65 đến 70 m (213 đến 230 ft) và đường kính cây 3 đến 4 m (9,8 đến 13,1 ft), có một số cây còn lớn hơn nữa. Loài cây này có thể sống thọ hơn 1000 năm, có cây già hơn đến 1460 năm tuổi.

## Hình ảnh

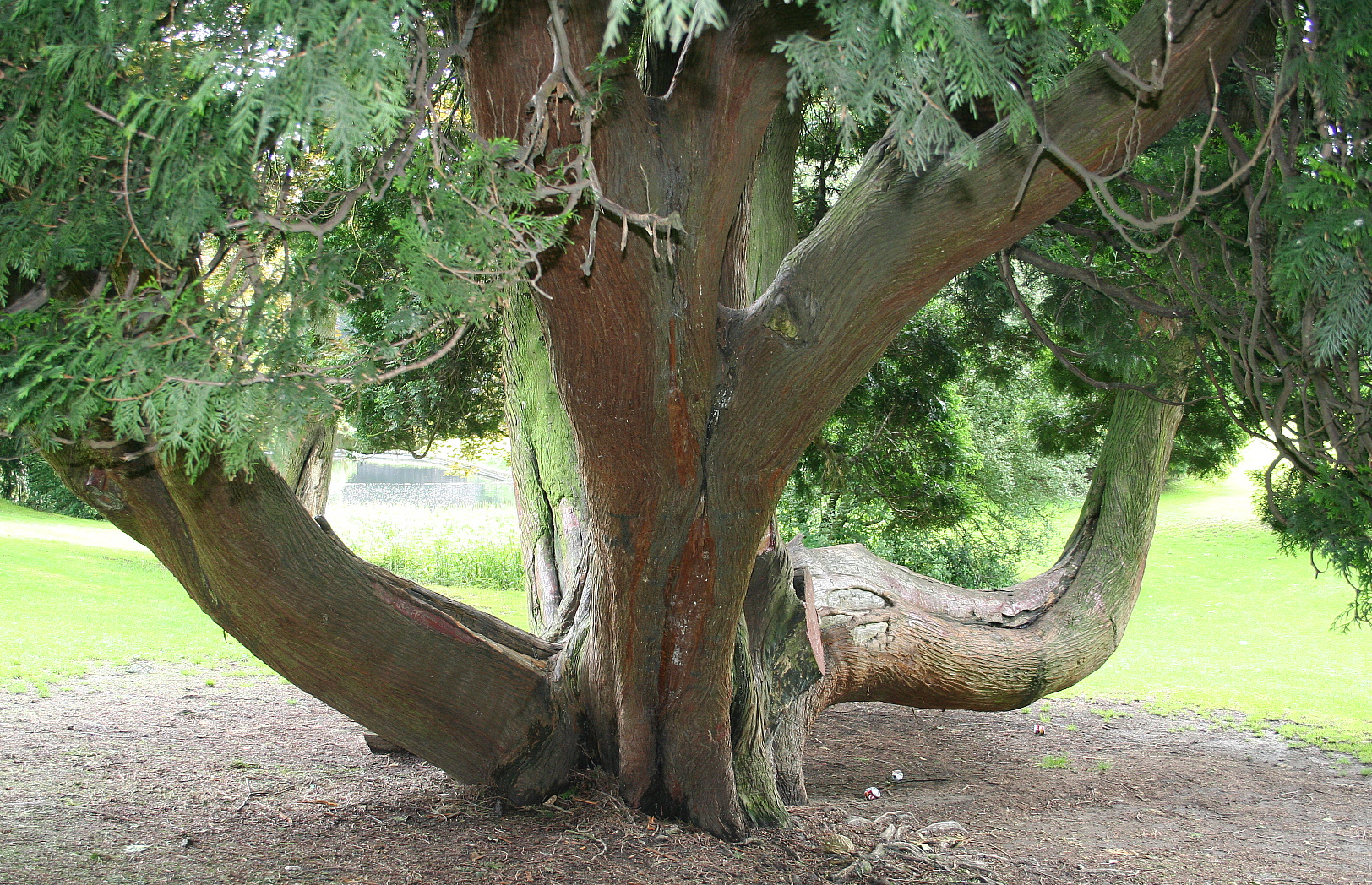
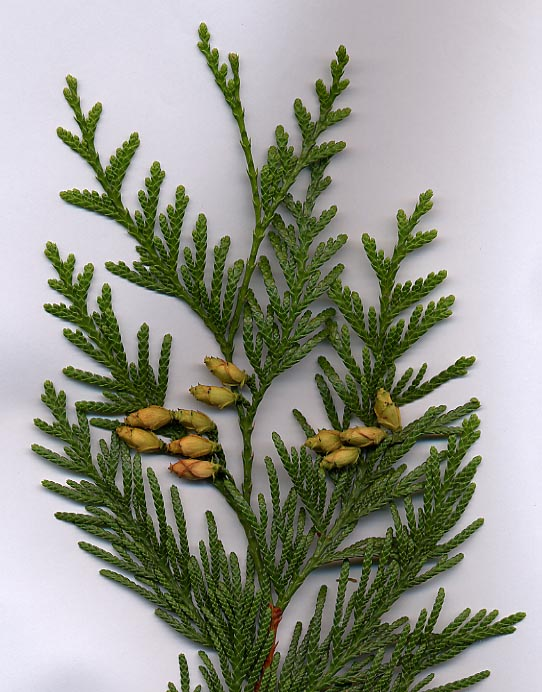
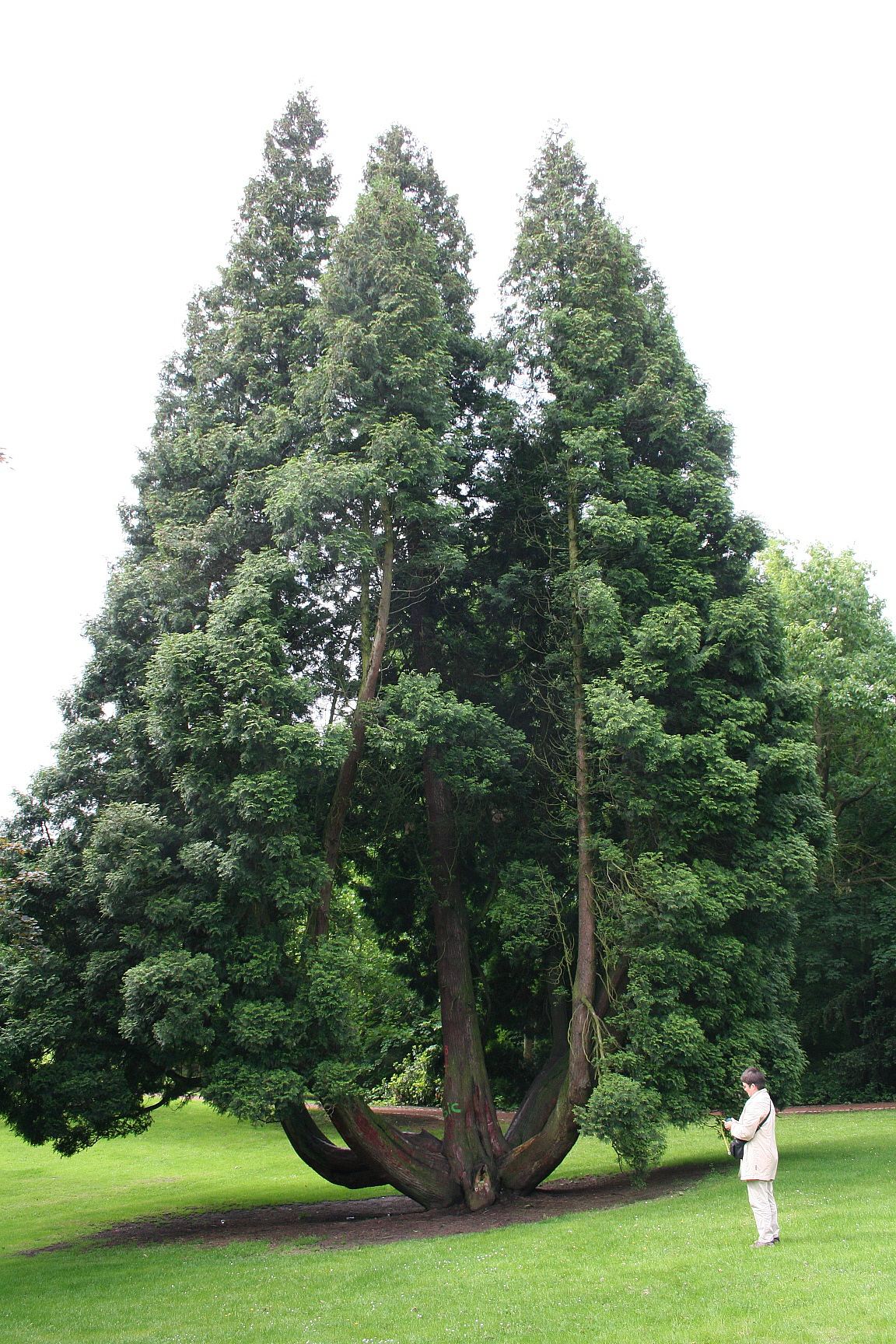
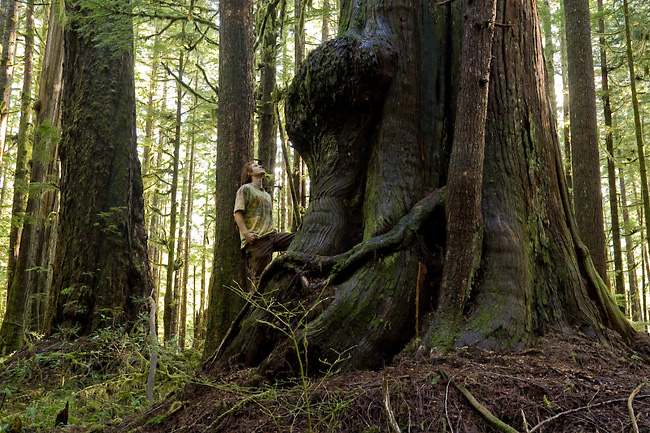